# 計根別站

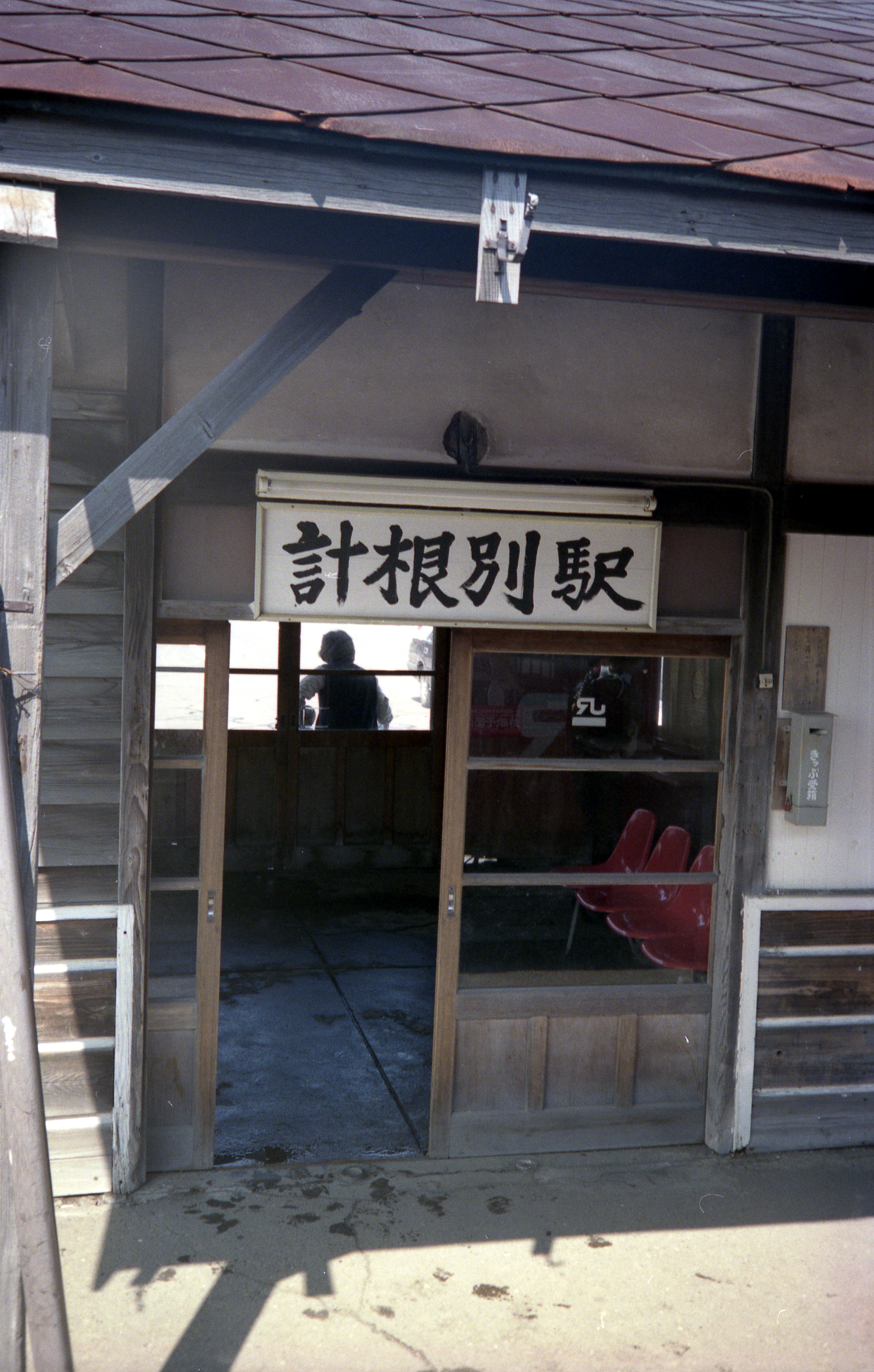
車站檢票口（月台一方拍攝）　（1989年3月）

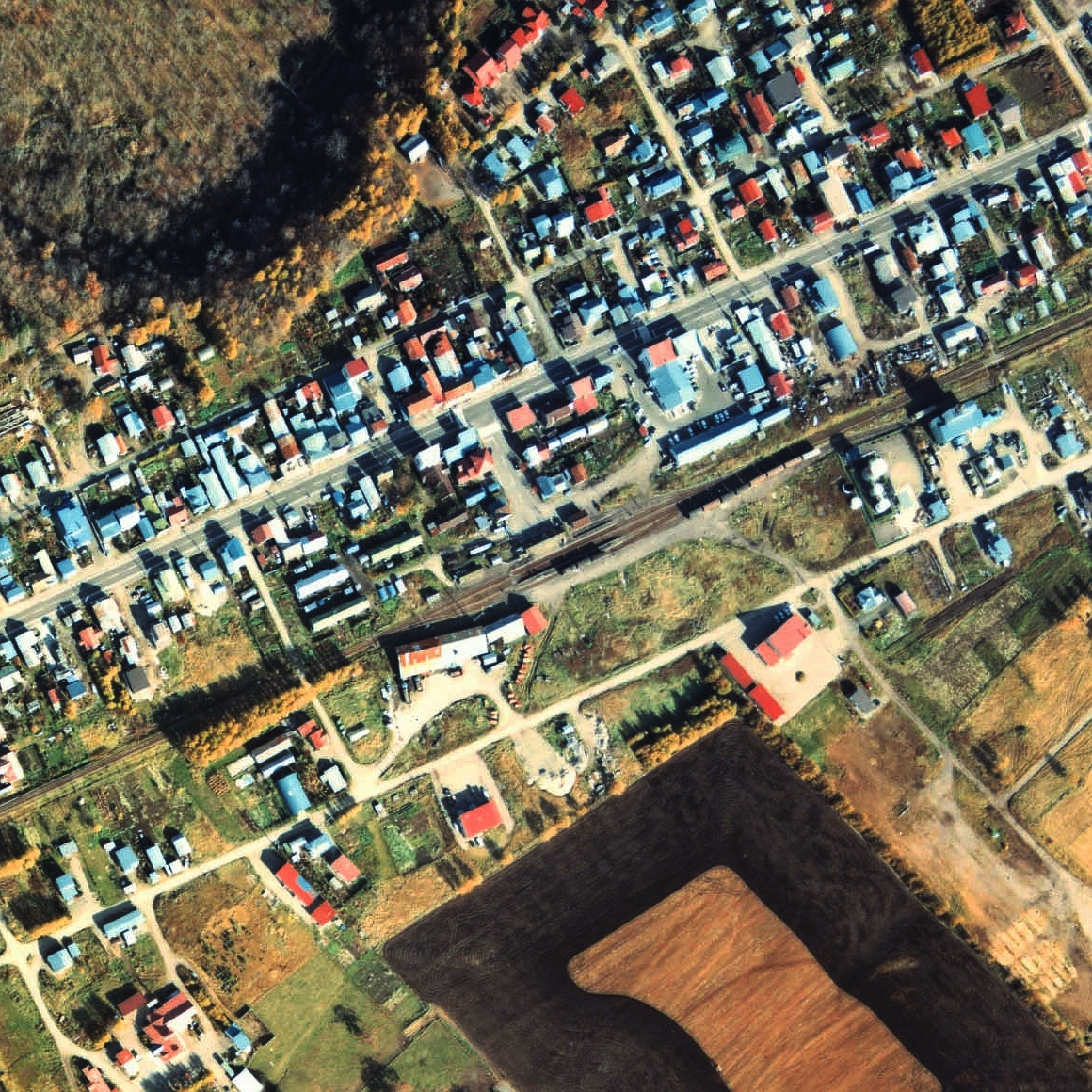
1977年的計根別站與方圓約500米範圍。右邊是中標津方向。車站旁邊設有貨物起卸場。本線向右延伸曾經設有殖民軌道養老牛線。現時遺址建設了停車場和小路，在右邊的民居庭園可看見一些路基遺蹟。

計根別站（日语：／ Kenebetsu eki */?）是位於北海道標津郡中標津町計根別南1條東2丁目，北海道旅客鐵道（JR北海道）的標津線車站（廢站）。隨著標津線廢線，車站在1989年（平成元年）4月30日廢除。

## 歷史
- 1936年（昭和11年）10月29日：國有鐵道車站啟用[1]。當時為一般車站。
- 1980年（昭和55年）4月30日：結束處理貨物。
- 1984年（昭和59年）2月1日：結束處理行李。
- 1986年（昭和61年）11月1日：停用列車交會設備，成為無人車站（售票業務簡易委託化）。
- 1987年（昭和62年）4月1日：伴隨國鐵分割民營化，車站由北海道旅客鐵道（JR北海道）營運。
- 1989年（平成元年）4月30日：標津線全線廢除，此站也廢除[1]。

### 站名的由來
車站取自當地地名。地名源自標津川的支流。
阿伊努語研究者山田秀三表示站名取自阿伊努語的「ケネカペッ（kene-ka-pet）」，其意思是榿木、好、河，後來簡稱為「けねべつ」。又或是源自阿伊努語的「ケネペッ（kene-pet）」。1973年（昭和48年）由國鐵北海道總局發行的《北海道　駅名の起源》使用「ケネペッ」的說法。

## 車站構造
截至結束處理貨物和行李前，車站是一座地面車站，設有2面3線的月台（國鐵型配線），當時可進行列車交會。車站大樓位於北邊（標茶方向的列車會開啟右邊車門）。各月台靠近標茶一端設有站內平交道連接。車站大樓旁東邊（中標津一方）設有（缺角式月台）貨物月台，該處可進行貨物起卸。此外，島式月台外側的路軌主要用作貨運，而該處設有留置線向中標津延伸。
結束處理貨物和行李後，用作貨物的路軌停止使用。變成站內只有2面2線的相對式月台，仍然可進行列車交會。
截至車站廢除前，車站只剩下1面1線的月台。站內南邊的島式月台已停用（但是，不知什麼原因，貨物月台的引込線仍然存在）
在1936年至1960年之間的貨物月台附近的街道上。曾經設有殖民軌道養老牛線的停車場，該路軌延伸往中標津町養老牛方向。

## 車站周邊
- 中標津町公所計根別分所
- 中標津警署（日语：中標津警察署）計根別駐在所
- 計根別郵局
- 北海道中標津農業高等學校（日语：北海道中標津農業高等学校）
- 別海飛行公園（日语：別海フライトパーク） （從前舊陸軍計根別第一飛行場（日语：計根別飛行場）遺址變成民間飛行場俱樂部）
- 阿寒巴士（日语：阿寒バス）「計根別」巴士站

## 現況
車站遺址變成中標津町交流中心。

## 其他
電影寅次郎的故事33 夜雾中的寅次郎（1984年上映）於此站取景。

## 相鄰車站
北海道旅客鐵道
標津線 
上春別－計根別－開榮

## 注腳
1. 1 2  今尾惠介監修《日本鉄道旅行地図帳》1號 北海道，新潮社，2008年，p.44
2. ↑   (PDF). アイヌ語地名リスト. 北海道 環境生活部 アイヌ政策推進室. 2007  [2017-10-19]. （原始内容 (PDF)存档于2018-04-17） （日语）.
3. ↑  札幌鉄道局 (编). . 北彊民族研究会. 1939: 168. NDLJP: 1029473 （日语）.